# Thou (Loiret)
Thou é uma comuna francesa na região administrativa do Centro-Vale do Loire, no departamento de Loiret. Estende-se por uma área de 15.16 km². Em 2010 a comuna tinha 228 habitantes (densidade: 15 hab./km²).